# Довре, Фёдор Филиппович
Фёдор Фили́ппович Довре́ (Фридрих Август Филипп Антон Довре, нем. Friedrich August Philipp Anton Dovre; 1 сентября 1764, Дрезден — 25 августа 1846) — российский командир эпохи наполеоновских войн, генерал от инфантерии, почётный член Военной академии при Главном штабе Е. И.В.

## Биография
Родом француз, родился в Дрездене в 1766 г. и, окончив там курс Инженерной академии, поступил в польскую службу, а в 1785 г. перешел в русскую с чином инженер-капитана. Преподавал фортификацию во 2-м кадетском корпусе, заведовал чертежной инженерного ведомства, составлял проекты крепостей, был командирован в Китай с посольством гр. Ю. А. Головкина и занимался там составлением карты пограничной полосы.
В 1801 г., в чине полковника, был зачислен в Свиту Е. И. В. по квартирмейстерской части и в качестве офицера Генерального штаба участвовал в 1806—1807 гг. в кампании против французов под Гуттштадтом, Гейльсбергом и Фридландом. В 1810 г. на Довре было возложено управление всеми работами по военному обозрению западных границ. Он быстро справился с этой работой и уже в сентябре 1811 г. представил карту всего западного пограничного пространства на 55 листах с приложением 37 отдельных планов позиций и описанием местностей. Произведён за этот труд в генерал-майоры (1811).

С началом Отечественной войны занял должность начальника штаба в корпусе графа П. Х. Витгенштейна, был в боях под Якубовом, Клястицах, Головчицей, Полоцком и Свольною; в последнем деле, за болезнью Витгенштейна командуя корпусом, принудил Удино к отступлению за Дриссу 19 сентября 1812 награждён орденом Св. Георгия 3-го кл. № 237 
В награду за мужество и храбрость, оказанные в сражении против французских войск 30-го июля при Свольне.
С назначением Витгенштейна, за смертью М. И. Кутузова, главнокомандующим, Довре был назначен начальником его штаба. Помимо прямых обязанностей по этой должности, на Довре в кампании 1813 г. было возложено руководство блокадой крепости Пиллау и осадой крепости Шпандау, которые и были им взяты; он же руководил устройством тет-де-понов на реках Одере и Эльбе. Затем Довре принимал деятельное участие в сражениях под Лютценом и Бауценом. В последнем он, имея под рукою Тенгинский полк, несколько эскадронов драгун и 6 орудий, удержал натиск противника на наш центр и отразил его попытку обойти левый фланг.
Произведённый в генерал-лейтенанты, Довре остался начальником штаба при Витгенштейне, и тогда, когда последний сдал командование армией, принял корпус и в кампанию 1814 г. овладел фортом Луи и участвовал в сражениях под Бар-сюр-Обом, Арси-сюр-Обом, Фершампенуазом и Парижем, за которые был награждён золотой шпагой с алмазами и орденом св. Александра Невского. По заключении мира с Францией оставлен в Париже «для секретных поручений», в 1815 г. командирован в царство Польское для определения его границ.
В 1819 г. назначен командиром отдельного Литовского корпуса, которым командовал до 1827 г., когда, по болезни, отчислился в Свиту Е. И. В. по квартирмейстерской части. В 1826 г. произведён в генералы от инфантерии. С началом войны с Турцией в 1828 г. назначен состоять при главнокомандующем графе Витгенштейне, затем командовал 2-м пехотным корпусом и Дунайской флотилией и участвовал в осаде Силистрии. С отъездом из армии Витгенштейна Довре вернулся в Россию и в 1831 г. был назначен членом совета военного министра, членом комитета военно-учебных заведений и почётным членом Императорской военной академии, а затем начальником штаба резервной армии. Умер в 1846 г., похоронен на Волковом лютеранском кладбище в Петербурге.

## Награды
- Орден Святого Владимира 1-й ст.;
- Орден Святого Александра Невского с алмазами;
- Орден Святой Анны 1-й ст. с алмазами;
- Орден Святого Георгия 3-й ст. (19.02.1812);
- Орден Белого орла;
- Орден Леопольда 1-й ст. (Австрия);
- Военный орден Марии Терезии 3-й ст. (Австрия);
- Пур ле Мерит (Пруссия);
- Орден Красного орла 1-й ст. (Пруссия);
- Военный орден Карла Фридриха (Баден);
- Золотая шпага «за храбрость» с алмазами,
- знак отличия «за XL лет беспорочной службы»